# Canadá nos Jogos Pan-Americanos de 2023
O Canadá competiu nos Jogos Pan-Americanos de 2023 em Santiago, no Chile, de 20 de outubro a 5 de novembro de 2023. Foi a 18.ª aparição do país nos Jogos Pan-Americanos, tendo participado de todas as edições desde a sua estreia dos Jogos, em 1955.

## Competidores
Abaixo está a lista do número de competidores (por gênero) participando dos jogos por esporte/disciplina.
| Esporte               | Masculino | Feminino | Total |
| --------------------- | --------- | -------- | ----- |
| Badminton             | 1         | 1        | 2     |
| Basquetebol           | 16        | 4        | 20    |
| Boliche               | 2         | 0        | 2     |
| Canoagem              | 10        | 11       | 21    |
| Caratê                | 1         | 5        | 6     |
| Ciclismo              | 15        | 15       | 30    |
| Esgrima               | 9         | 9        | 18    |
| Esqui aquático        | 1         | 1        | 6     |
| Futebol               | 0         | 18       | 18    |
| Ginástica             | 7         | 14       | 21    |
| Handebol              | 0         | 14       | 14    |
| Hóquei sobre a grama  | 16        | 16       | 32    |
| Levantamento de peso  | 3         | 3        | 6     |
| Lutas                 | 4         | 4        | 8     |
| Natação               | 19        | 19       | 38    |
| Natação artística     | —         | 9        | 9     |
| Patinação sobre rodas | 2         | 2        | 4     |
| Pentatlo moderno      | 2         | 2        | 4     |
| Polo aquático         | 11        | 11       | 22    |
| Raquetebol            | 2         | 2        | 4     |
| Remo                  | 7         | 8        | 15    |
| Rugby sevens          | 12        | 12       | 24    |
| Softbol               | 0         | 18       | 18    |
| Squash                | 3         | 3        | 6     |
| Surfe                 | 3         | 5        | 8     |
| Taekwondo             | 5         | 4        | 9     |
| Tênis de mesa         | 3         | 3        | 6     |
| Tiro com arco         | 5         | 3        | 8     |
| Tiro esportivo        | 8         | 9        | 17    |
| Vela                  | 6         | 6        | 12    |
| Total                 | 173       | 232      | 409   |

## Badminton
O Canadá classificou dois atletas através dos Jogos Pan-Americanos Júnior de 2021 em Cali, Colômbia.
| Atleta      | Evento               | Primeira rodada        | Segunda rodada         | Oitavas de final       | Quartas de final       | Semifinais             | Final                  | Posição |
| Atleta      | Evento               | Adversário e resultado | Adversário e resultado | Adversário e resultado | Adversário e resultado | Adversário e resultado | Adversário e resultado | Posição |
| ----------- | -------------------- | ---------------------- | ---------------------- | ---------------------- | ---------------------- | ---------------------- | ---------------------- | ------- |
| Brian Yang  | Individual masculino | Bye                    |                        |                        |                        |                        |                        |         |
| Rachel Chan | Individual feminino  | Bye                    |                        |                        |                        |                        |                        |         |

## Basquetebol
5x5

### Masculino
O Canadá classificou uma equipe masculina (de 12 atletas) após terminar em quarto na Copa América de Basquetebol Masculino de 2022.
Sumário
| Equipe           | Evento    | Fase de grupos       | Fase de grupos       | Fase de grupos       | Fase de grupos | Semifinal            | Final / MB / Po.     | Final / MB / Po. |
| Equipe           | Evento    | Adversário Resultado | Adversário Resultado | Adversário Resultado | Posição        | Adversário Resultado | Adversário Resultado | Posição          |
| ---------------- | --------- | -------------------- | -------------------- | -------------------- | -------------- | -------------------- | -------------------- | ---------------- |
| Canadá masculino | Masculino |                      |                      |                      |                |                      |                      |                  |

3x3
O Canadá qualificou uma equipe masculina (de 4 atletas) após terminar entre as seis melhores nações do ranking mundial de 3x3 da FIBA, não qualificadas previamente.
Sumário
| Equipe           | Evento    | Fase preliminar      | Fase preliminar      | Fase preliminar      | Fase preliminar      | Fase preliminar      | Fase preliminar | Semifinal            | Final / MB / Po.     | Final / MB / Po. |
| Equipe           | Evento    | Adversário Resultado | Adversário Resultado | Adversário Resultado | Adversário Resultado | Adversário Resultado | Posição         | Adversário Resultado | Adversário Resultado | Posição          |
| ---------------- | --------- | -------------------- | -------------------- | -------------------- | -------------------- | -------------------- | --------------- | -------------------- | -------------------- | ---------------- |
| Canadá masculino | Masculino |                      |                      |                      |                      |                      |                 |                      |                      |                  |

### Feminino
O Canadá classificou uma equipe feminina (de 4 atletas) após vencer a Copa América de Basquetebol 3x3 Feminino de 2022.
Sumário
| Equipe          | Evento   | Fase preliminar      | Fase preliminar      | Fase preliminar      | Fase preliminar      | Fase preliminar      | Fase preliminar | Semifinal            | Final / MB / Po.     | Final / MB / Po. |
| Equipe          | Evento   | Adversário Resultado | Adversário Resultado | Adversário Resultado | Adversário Resultado | Adversário Resultado | Posição         | Adversário Resultado | Adversário Resultado | Posição          |
| --------------- | -------- | -------------------- | -------------------- | -------------------- | -------------------- | -------------------- | --------------- | -------------------- | -------------------- | ---------------- |
| Canadá feminino | Feminino |                      |                      |                      |                      |                      |                 |                      |                      |                  |

## Boliche
O Canadá classificou uma equipe de dois homens através do Campeão dos Campeões da PABCON de 2022, realizado no Rio de Janeiro, Brasil.
| Atleta | Evento               | Classificação / Final | Classificação / Final | Classificação / Final | Classificação / Final | Classificação / Final | Classificação / Final | Classificação / Final | Classificação / Final | Classificação / Final | Classificação / Final | Classificação / Final | Classificação / Final | Classificação / Final | Classificação / Final | Classificação / Final | Classificação / Final | Eliminatórias | Eliminatórias | Eliminatórias | Eliminatórias | Eliminatórias | Eliminatórias | Eliminatórias | Eliminatórias | Eliminatórias | Eliminatórias | Eliminatórias | Semifinal            | Final / MB           | Final / MB |
| Atleta | Evento               | Bloco 1               | Bloco 1               | Bloco 1               | Bloco 1               | Bloco 1               | Bloco 1               | Bloco 1               | Bloco 2               | Bloco 2               | Bloco 2               | Bloco 2               | Bloco 2               | Bloco 2               | Bloco 2               | Total                 | Posição               | Eliminatórias | Eliminatórias | Eliminatórias | Eliminatórias | Eliminatórias | Eliminatórias | Eliminatórias | Eliminatórias | Eliminatórias | Eliminatórias | Eliminatórias | Semifinal            | Final / MB           | Final / MB |
| Atleta | Evento               | 1                     | 2                     | 3                     | 4                     | 5                     | 6                     | Total                 | 7                     | 8                     | 9                     | 10                    | 11                    | 12                    | Total                 | Total                 | Posição               | 1             | 2             | 3             | 4             | 5             | 6             | 7             | 8             | Total         | Grande total  | Posição       | Adversário Resultado | Adversário Resultado | Posição    |
| ------ | -------------------- | --------------------- | --------------------- | --------------------- | --------------------- | --------------------- | --------------------- | --------------------- | --------------------- | --------------------- | --------------------- | --------------------- | --------------------- | --------------------- | --------------------- | --------------------- | --------------------- | ------------- | ------------- | ------------- | ------------- | ------------- | ------------- | ------------- | ------------- | ------------- | ------------- | ------------- | -------------------- | -------------------- | ---------- |
|        | Individual masculino |                       |                       |                       |                       |                       |                       |                       |                       |                       |                       |                       |                       |                       |                       |                       |                       |               |               |               |               |               |               |               |               |               |               |               |                      |                      |            |
|        |                      |                       |                       |                       |                       |                       |                       |                       |                       |                       |                       |                       |                       |                       |                       |                       |                       |               |               |               |               |               |               |               |               |               |               |               |                      |                      |            |
|        | Duplas masculinas    |                       |                       |                       |                       |                       |                       |                       |                       |                       |                       |                       |                       |                       |                       |                       |                       | —             | —             | —             | —             | —             | —             | —             | —             | —             | —             | —             | —                    | —                    | —          |

## Canoagem

### Slalom
O Canadá classificou três canoístas de slalom (um homem e duas mulheres).
| Atleta | Evento        | Rodada preliminar | Rodada preliminar | Rodada preliminar | Semifinal | Semifinal | Final | Final   |
| Atleta | Evento        | Descida 1         | Descida 2         | Posição           | Tempo     | Posição   | Tempo | Posição |
| ------ | ------------- | ----------------- | ----------------- | ----------------- | --------- | --------- | ----- | ------- |
|        | C-1 masculino |                   |                   |                   |           |           |       |         |
|        | C-1 feminino  |                   |                   |                   |           |           |       |         |
|        | K-1 feminino  |                   |                   |                   |           |           |       |         |

### Velocidade
O Canadá classificou um total de 18 canoístas de velocidade (nove homens e nove mulheres).
Masculino
| Atleta | Evento     | Eliminatória | Eliminatória | Semifinal | Semifinal | Final | Final   |
| Atleta | Evento     | Tempo        | Posição      | Tempo     | Posição   | Tempo | Posição |
| ------ | ---------- | ------------ | ------------ | --------- | --------- | ----- | ------- |
|        | C-1 1000 m |              |              |           |           |       |         |
|        | C-2 500 m  |              |              |           |           |       |         |
|        | K-1 1000 m |              |              |           |           |       |         |
|        | K-2 500 m  |              |              |           |           |       |         |
|        | K-4 500 m  | —            | —            | —         | —         |       |         |

Feminino
| Atleta | Evento    | Eliminatória | Eliminatória | Semifinal | Semifinal | Final | Final   |
| Atleta | Evento    | Tempo        | Posição      | Tempo     | Posição   | Tempo | Posição |
| ------ | --------- | ------------ | ------------ | --------- | --------- | ----- | ------- |
|        | C-1 200 m |              |              |           |           |       |         |
|        | C-2 500 m |              |              |           |           |       |         |
|        | K-1 500 m |              |              |           |           |       |         |
|        | K-2 500 m |              |              |           |           |       |         |
|        | K-4 500 m | —            | —            | —         | —         |       |         |

## Caratê
O Canadá classificou 6 caratecas (1 homem e 5 mulheres) através dos Jogos Pan-Americanos Júnior de 2021, da Copa Norte-Americana de 2023 e do Campeonato Pan-Americano de 2023.
Kumite
| Atleta           | Evento           | Fase de grupos       | Fase de grupos       | Fase de grupos       | Fase de grupos | Semifinal            | Final                | Final   |
| Atleta           | Evento           | Adversário Resultado | Adversário Resultado | Adversário Resultado | Posição        | Adversário Resultado | Adversário Resultado | Posição |
| ---------------- | ---------------- | -------------------- | -------------------- | -------------------- | -------------- | -------------------- | -------------------- | ------- |
|                  | −75 kg masculino |                      |                      |                      |                |                      |                      |         |
| Yamina Lahyanssa | −50 kg feminino  |                      |                      |                      |                |                      |                      |         |
|                  | −55 kg feminino  |                      |                      |                      |                |                      |                      |         |
|                  | −68 kg feminino  |                      |                      |                      |                |                      |                      |         |
|                  | +68 kg feminino  |                      |                      |                      |                |                      |                      |         |

Kata
| Atleta | Evento              | Fase de grupos 1 | Fase de grupos 1 | Fase de grupos 2 | Fase de grupos 2 | Final / MB           | Final / MB |
| Atleta | Evento              | Pontuação        | Posição          | Pontuação        | Posição          | Adversário Pontuação | Posição    |
| ------ | ------------------- | ---------------- | ---------------- | ---------------- | ---------------- | -------------------- | ---------- |
|        | Individual feminino |                  |                  |                  |                  |                      |            |

## Ciclismo
O Canadá qualificou 30 ciclistas (15 homens e 15 mulheres).

### BMX
Corrida
| Atleta | Evento    | Fase de ranqueamento | Fase de ranqueamento | Quartas-de-final | Quartas-de-final | Semifinal | Semifinal | Final | Final   |
| Atleta | Evento    | Tempo                | Posição              | Pontos           | Posição          | Tempo     | Posição   | Tempo | Posição |
| ------ | --------- | -------------------- | -------------------- | ---------------- | ---------------- | --------- | --------- | ----- | ------- |
|        | Masculino |                      |                      |                  |                  |           |           |       |         |
|        |           |                      |                      |                  |                  |           |           |       |         |
|        | Feminino  |                      |                      |                  |                  |           |           |       |         |
|        |           |                      |                      |                  |                  |           |           |       |         |

### Estrada
O Canadá classificou três ciclistas no Campeonato Pan-Americano.
| Atleta | Evento                       | Tempo | Posição |
| ------ | ---------------------------- | ----- | ------- |
|        | Corrida em estrada masculina |       |         |
|        |                              |       |         |
|        | Corrida em estrada feminina  |       |         |
|        | Contra o relógio feminino    |       |         |

### Mountain bike
O Canadá qualificou quatro atletas durante o Campeonato Pan-Americano de 2023.
| Atleta | Evento                  | Tempo | Posição |
| ------ | ----------------------- | ----- | ------- |
|        | Cross-country masculino |       |         |
|        |                         |       |         |
|        | Cross-country feminino  |       |         |
|        |                         |       |         |

### Pista
Velocidade
| Atleta | Evento               | Classificação | Classificação | Oitavas-de-final | Repescagem 1     | Quartas-de-final     | Semifinais           | Final                | Final   |
| Atleta | Evento               | Tempo         | Posição       | Adversário Tempo | Adversário Tempo | Adversário Resultado | Adversário Resultado | Adversário Resultado | Posição |
| ------ | -------------------- | ------------- | ------------- | ---------------- | ---------------- | -------------------- | -------------------- | -------------------- | ------- |
|        | Individual masculino |               |               |                  |                  |                      |                      |                      |         |
|        |                      |               |               |                  |                  |                      |                      |                      |         |
|        | Individual feminino  |               |               |                  |                  |                      |                      |                      |         |
|        |                      |               |               |                  |                  |                      |                      |                      |         |
|        | Equipe masculina     |               |               | —                | —                | —                    | —                    |                      |         |
|        | Equipe feminina      |               |               | —                | —                | —                    | —                    |                      |         |

Perseguição
| Atleta | Evento           | Classificação | Classificação | Semifinais           | Finais               | Finais  |
| Atleta | Evento           | Tempo         | Posição       | Adversário Resultado | Adversário Resultado | Posição |
| ------ | ---------------- | ------------- | ------------- | -------------------- | -------------------- | ------- |
|        | Equipe masculina |               |               |                      |                      |         |
|        | Equipe feminina  |               |               |                      |                      |         |

Keirin
| Atleta | Evento    | Eliminatórias | Repescagem | Final   |
| Atleta | Evento    | Posição       | Posição    | Posição |
| ------ | --------- | ------------- | ---------- | ------- |
|        | Masculino |               |            |         |
|        | Feminino  |               |            |         |

Madison
| Atleta | Evento    | Pontos | Posição |
| ------ | --------- | ------ | ------- |
|        | Masculino |        |         |
|        | Feminino  |        |         |

Omnium
| Atleta | Evento    | Scratch race | Scratch race | Corrida por tempo | Corrida por tempo | Corrida de eliminação | Corrida de eliminação | Corrida por pontos | Corrida por pontos | Total  | Total   |
| Atleta | Evento    | Pontos       | Posição      | Pontos            | Posição           | Pontos                | Posição               | Pontos             | Posição            | Pontos | Posição |
| ------ | --------- | ------------ | ------------ | ----------------- | ----------------- | --------------------- | --------------------- | ------------------ | ------------------ | ------ | ------- |
|        | Masculino |              |              |                   |                   |                       |                       |                    |                    |        |         |
|        | Feminino  |              |              |                   |                   |                       |                       |                    |                    |        |         |

## Esgrima
O Canadá classificou uma equipe completa de 18 esgrimistas (nove homens e nove mulheres), após todas as seis equipes terminarem entre os sete primeiros no Campeonato Pan-Americano de Esgrima de 2022 em Assunção, Paraguai.
Individual
Masculino
| Atleta | Evento  | Fase de grupos | Fase de grupos | Oitavas-de-final     | Quartas-de-final     | Semifinais           | Final                | Final     |
| Atleta | Evento  | Vitórias       | Chaveamento    | Adversário Resultado | Adversário Resultado | Adversário Resultado | Adversário Resultado | Pontuação |
| ------ | ------- | -------------- | -------------- | -------------------- | -------------------- | -------------------- | -------------------- | --------- |
|        | Espada  |                |                |                      |                      |                      |                      |           |
|        |         |                |                |                      |                      |                      |                      |           |
|        | Florete |                |                |                      |                      |                      |                      |           |
|        |         |                |                |                      |                      |                      |                      |           |
|        | Sabre   |                |                |                      |                      |                      |                      |           |
|        |         |                |                |                      |                      |                      |                      |           |

Feminino
| Atleta | Evento  | Fase de grupos | Fase de grupos | Oitavas-de-final     | Quartas-de-final     | Semifinais           | Final                | Final     |
| Atleta | Evento  | Vitórias       | Chaveamento    | Adversário Resultado | Adversário Resultado | Adversário Resultado | Adversário Resultado | Pontuação |
| ------ | ------- | -------------- | -------------- | -------------------- | -------------------- | -------------------- | -------------------- | --------- |
|        | Espada  |                |                |                      |                      |                      |                      |           |
|        |         |                |                |                      |                      |                      |                      |           |
|        |         |                |                |                      |                      |                      |                      |           |
|        | Florete |                |                |                      |                      |                      |                      |           |
|        |         |                |                |                      |                      |                      |                      |           |
|        | Sabre   |                |                |                      |                      |                      |                      |           |
|        |         |                |                |                      |                      |                      |                      |           |

Equipe
| Atleta | Evento            | Quartas-de-final     | Semifinais/Consolação | Final / MB / Po      | Final / MB / Po |
| Atleta | Evento            | Adversário Resultado | Adversário Resultado  | Adversário Resultado | Posição         |
| ------ | ----------------- | -------------------- | --------------------- | -------------------- | --------------- |
|        | Espada masculino  |                      |                       |                      |                 |
|        | Florete masculino |                      |                       |                      |                 |
|        | Sabre masculino   |                      |                       |                      |                 |
|        | Espada feminino   |                      |                       |                      |                 |
|        | Florete feminino  |                      |                       |                      |                 |
|        | Sabre feminino    |                      |                       |                      |                 |

## Esqui aquático
O Canadá classificou dois wakeboarders (um de cada gênero) durante o Campeonato Pan-Americano de 2022.
O Canadá também classificou quatro esquiadores aquáticos após o Campeonato Pan-Americano de Esqui Aquático de 2022.
Esqui aquático
Masculino
| Atleta | Evento  | Preliminar | Preliminar | Final  | Final | Final   | Final | Final |
| Atleta | Evento  | Resultado  | Posição    | Slalom | Rampa | Truques | Total | Rank  |
| ------ | ------- | ---------- | ---------- | ------ | ----- | ------- | ----- | ----- |
|        | Slalom  |            |            |        |       |         |       |       |
|        | Rampa   |            |            |        |       |         |       |       |
|        | Truques |            |            |        |       |         |       |       |
|        | Geral   |            |            |        |       |         |       |       |

Feminino
| Atleta | Evento  | Preliminar | Preliminar | Final  | Final | Final   | Final | Final |
| Atleta | Evento  | Resultado  | Posição    | Slalom | Rampa | Truques | Total | Rank  |
| ------ | ------- | ---------- | ---------- | ------ | ----- | ------- | ----- | ----- |
|        | Slalom  |            |            |        |       |         |       |       |
|        | Rampa   |            |            |        |       |         |       |       |
|        | Truques |            |            |        |       |         |       |       |
|        | Geral   |            |            |        |       |         |       |       |

Wakeboard
Masculino
| Atleta | Evento    | Preliminar | Preliminar | Final  | Final  | Final   | Final | Final   |
| Atleta | Evento    | Resultado  | Posição    | Slalom | Saltos | Truques | Total | Posição |
| ------ | --------- | ---------- | ---------- | ------ | ------ | ------- | ----- | ------- |
|        | Wakeboard |            |            | —      | —      | —       |       |         |

Feminino
| Atleta | Evento    | Preliminar | Preliminar | Final  | Final  | Final   | Final | Final   |
| Atleta | Evento    | Resultado  | Posição    | Slalom | Saltos | Truques | Total | Posição |
| ------ | --------- | ---------- | ---------- | ------ | ------ | ------- | ----- | ------- |
|        | Wakeboard |            |            | —      | —      | —       |       |         |

## Futebol

### Feminino
O Canadá classificou uma equipe feminina (de 18 atletas) após terminar em segundo no Campeonato Feminino da CONCACAF de 2022.
Sumário
Key:
- A.T.E – Após tempo extra.
- P – Partida decidida na disputa por pênaltis.

| Equipe          | Evento   | Fase de grupos       | Fase de grupos       | Fase de grupos       | Fase de grupos | Semifinal            | Final / MB / Po.     | Final / MB / Po. |
| Equipe          | Evento   | Adversário Resultado | Adversário Resultado | Adversário Resultado | Posição        | Adversário Resultado | Adversário Resultado | Posição          |
| --------------- | -------- | -------------------- | -------------------- | -------------------- | -------------- | -------------------- | -------------------- | ---------------- |
| Canadá feminino | Feminino |                      |                      |                      |                |                      |                      |                  |

## Ginástica

### Artística
O Canadá qualificou uma equipe completa de 10 ginastas (cinco homens e cinco mulheres) no Campeonato Pan-Americano de 2023.
Masculino
Classificação individual e por equipes
| Atleta | Evento | Final    | Final    | Final    | Final    | Final    | Final    | Final | Final   |
| Atleta | Evento | Aparelho | Aparelho | Aparelho | Aparelho | Aparelho | Aparelho | Total | Posição |
| Atleta | Evento | S        | CA       | A        | Sa       | BP       | BF       | Total | Posição |
| ------ | ------ | -------- | -------- | -------- | -------- | -------- | -------- | ----- | ------- |
|        | Equipe |          |          |          |          |          |          |       |         |
|        |        |          |          |          |          |          |          |       |         |
|        |        |          |          |          |          |          |          |       |         |
|        |        |          |          |          |          |          |          |       |         |
|        |        |          |          |          |          |          |          |       |         |
| Total  |        |          |          |          |          |          |          |       |         |

Legenda de classificação: Q = Classificado para a final por aparelhos
Feminino
Classificação individual e por equipes
| Atleta | Evento | Final    | Final    | Final    | Final    | Final | Final   |
| Atleta | Evento | Aparelho | Aparelho | Aparelho | Aparelho | Total | Posição |
| Atleta | Evento | Sa       | BA       | TE       | S        | Total | Posição |
| ------ | ------ | -------- | -------- | -------- | -------- | ----- | ------- |
|        | Equipe |          |          |          |          |       |         |
|        |        |          |          |          |          |       |         |
|        |        |          |          |          |          |       |         |
|        |        |          |          |          |          |       |         |
|        |        |          |          |          |          |       |         |
| Total  |        |          |          |          |          |       |         |

Legenda de classificação: Q = Classificado para a final por aparelhos

### Rítmica
O Canadá qualificou duas ginastas rítmicas no individual e cinco ginastas para o evento de conjuntos (sete mulheres no total).
Individual
| Atleta | Evento           | Aparelho | Aparelho | Aparelho | Aparelho | Total     | Total   |
| Atleta | Evento           | Bola     | Maças    | Arco     | Fita     | Resultado | Posição |
| ------ | ---------------- | -------- | -------- | -------- | -------- | --------- | ------- |
|        | Individual geral |          |          |          |          |           |         |
|        |                  |          |          |          |          |           |         |
|        | Bola             |          | —        | —        | —        |           |         |
|        | Maças            | —        |          | —        | —        |           |         |
|        | Arco             | —        | —        |          | —        |           |         |
|        | Fita             | —        | —        | —        |          |           |         |

Conjunto
| Atleta | Evento            | Aparelho | Aparelho          | Total     | Total   |
| Atleta | Evento            | 5 arcos  | 3 fitas + 2 bolas | Resultado | Posição |
| ------ | ----------------- | -------- | ----------------- | --------- | ------- |
|        | Geral             |          |                   |           |         |
|        | 5 arcos           |          | —                 |           |         |
|        | 3 fitas + 2 bolas | —        |                   |           |         |

### Trampolim
O Canadá qualificou quatro atletas (dois homens e duas mulheres) através do Campeonato Pan-Americano de 2023.
| Atleta | Evento    | Classificação | Classificação | Final     | Final   |
| Atleta | Evento    | Resultado     | Posição       | Resultado | Posição |
| ------ | --------- | ------------- | ------------- | --------- | ------- |
|        | Masculino |               |               |           |         |
|        |           |               |               |           |         |
|        | Feminino  |               |               |           |         |
|        |           |               |               |           |         |

## Handebol

### Feminino
O Canadá qualificou uma equipe feminina (de 14 atletas) após vencer a Rodada Classificatória USA-CAN.
Sumário
| Equipe          | Evento   | Fase de grupos       | Fase de grupos       | Fase de grupos       | Fase de grupos | Semifinal            | Final / MB / Po.     | Final / MB / Po. |
| Equipe          | Evento   | Adversário Resultado | Adversário Resultado | Adversário Resultado | Posição        | Adversário Resultado | Adversário Resultado | Posição          |
| --------------- | -------- | -------------------- | -------------------- | -------------------- | -------------- | -------------------- | -------------------- | ---------------- |
| Canadá feminino | Feminino |                      |                      |                      |                |                      |                      |                  |

## Hóquei sobre grama

### Masculino
O Canadá classificou uma equipe masculina (de 16 atletas) após terminar em terceiro na Copa Pan-Americana de 2022.
Sumário
| Equipe           | Evento    | Fase preliminar      | Fase preliminar      | Fase preliminar      | Fase preliminar | Quartas-de-final     | Semifinal            | Final / MB / Po.     | Final / MB / Po. |
| Equipe           | Evento    | Adversário Resultado | Adversário Resultado | Adversário Resultado | Posição         | Adversário Resultado | Adversário Resultado | Adversário Resultado | Posição          |
| ---------------- | --------- | -------------------- | -------------------- | -------------------- | --------------- | -------------------- | -------------------- | -------------------- | ---------------- |
| Canadá masculino | Masculino |                      |                      |                      |                 |                      |                      |                      |                  |

### Feminino
O Canadá classificou uma equipe feminina (de 16 atletas) após terminar em terceiro na Copa Pan-Americana de 2022.
Sumário
| Equipe          | Evento   | Fase preliminar      | Fase preliminar      | Fase preliminar      | Fase preliminar | Quartas-de-final     | Semifinal            | Final / MB / Po.     | Final / MB / Po. |
| Equipe          | Evento   | Adversário Resultado | Adversário Resultado | Adversário Resultado | Posição         | Adversário Resultado | Adversário Resultado | Adversário Resultado | Posição          |
| --------------- | -------- | -------------------- | -------------------- | -------------------- | --------------- | -------------------- | -------------------- | -------------------- | ---------------- |
| Canadá feminino | Feminino |                      |                      |                      |                 |                      |                      |                      |                  |

## Levantamento de peso
O Canadá classificou seis halterofilistas (três homens e três mulheres).
| Atleta | Evento | Arranco   | Arranco | Arremesso | Arremesso | Total | Posição |
| Atleta | Evento | Resultado | Posição | Resultado | Posição   | Total | Posição |
| ------ | ------ | --------- | ------- | --------- | --------- | ----- | ------- |
|        |        |           |         |           |           |       |         |
|        |        |           |         |           |           |       |         |
|        |        |           |         |           |           |       |         |
|        |        |           |         |           |           |       |         |
|        |        |           |         |           |           |       |         |
|        |        |           |         |           |           |       |         |

## Lutas
O Canadá classificou oito lutadores (Livre masculino: 57 kg, 65 kg, 97 kg e 125 kg) (Livre feminino: 50 kg, 57 kg, 62 kg e 76 kg) através do Campeonato Pan-Americano de Lutas de 2022 realizado em Acapulco, México.
Chave:
- VT – Vitória por queda
- PP – Decisão por pontos – derrotado com pontos técnicos.
- PO – Decisão por pontos – derrotado sem pontos técnicos.
- SP – Superioridade técnica – o derrotado com pontos técnicos e uma margem de vitória de pelo menos 9 (Greco-romana) ou 10 (livre) pontos.
- ST – Grande superioridade – o derrotado sem pontos técnicos e uma margem de vitória de pelo menos 8 (Greco-romana) ou 10 (livre) pontos.
- VA – Decisão por desistência

Masculino
| Atleta | Evento       | Quartas-de-final     | Semifinal            | Final / MB           | Final / MB |
| Atleta | Evento       | Adversário Resultado | Adversário Resultado | Adversário Resultado | Posição    |
| ------ | ------------ | -------------------- | -------------------- | -------------------- | ---------- |
|        | Livre 57 kg  |                      |                      |                      |            |
|        | Livre 65 kg  |                      |                      |                      |            |
|        | Livre 97 kg  |                      |                      |                      |            |
|        | Livre 125 kg |                      |                      |                      |            |

Feminino
| Atleta | Evento | Quartas-de-final     | Semifinal            | Final / MB           | Final / MB |
| Atleta | Evento | Adversário Resultado | Adversário Resultado | Adversário Resultado | Posição    |
| ------ | ------ | -------------------- | -------------------- | -------------------- | ---------- |
|        | 50 kg  |                      |                      |                      |            |
|        | 57 kg  |                      |                      |                      |            |
|        | 62 kg  |                      |                      |                      |            |
|        | 76 kg  |                      |                      |                      |            |

## Natação
Em 6 de abril de 2023, a Swimming Canada anunciou uma equipe de 36 atletas (18 por gênero), representando a maior equipe possível. Essa foi a primeira equipe completa a ser nomeada para a delegação canadense dos Jogos Pan-Americanos. A equipe foi nomeada com base nos resultados da Seletiva Canadense de Natação de 2023, realizada em Toronto. A equipe é composta por uma mistura de atletas novos e experientes, que estão usando o evento como preparação para os Jogos Olímpicos de Verão de 2024. Um total de 11 atletas olímpicos, incluindo a medalhista de ouro olímpica Maggie MacNeil, foram nomeados para os jogos. Em 17 de abril de 2023, a equipe de águas abertas foi nomeada para os Jogos após a seletiva de 14 de abril de 2023, nas Ilhas Cayman. Como parte do anúncio, foi informado que os nadadores de piscina Ben Miller e Rebecca Smith desistiram da equipe, sendo substituídos por Kevin Zhang e Julie Brousseau respectivamente. Emma Finlin e Benjamin Cote competirão em ambas as disciplinas, totalizando 38 atletas na equipe (19 por gênero).
Masculino
- Javier Acevedo
- Alex Axon
- Jeremy Bagshaw
- Timothe Barbeau
- Stephen Calkins
- Benjamin Cote
- James Dergousoff
- Raben Dommann
- Édouard Fullum-Huot
- Collyn Gagne
- Finlay Knox
- Gabe Mastromatteo
- Hugh McNeill
- Keir Ogilvie
- Brayden Taivassalo
- Blake Tierney
- Yu Tong Wu
- Kevin Zhang

Águas abertas
- Benjamin Cote
- Eric Hedlin

Feminino
- Sophie Angus
- Katrina Bellio
- Julie Brousseau
- Brooklyn Douthwright
- Emma Finlin
- Katie Forrester
- Maddy Gatrall
- Danielle Hanus
- Mary-Sophie Harvey
- Maggie Mac Neil
- Rachel Nicol
- Emma O’Croinin
- Laila Oravsky
- Sydney Pickrem
- Katerine Savard
- Ella Varga
- Kelsey Wog
- Mabel Zavaros

Águas abertas
- Abby Dunford
- Emma Finlin

## Natação artística
O Canadá classificou automaticamente uma equipe completa de nove nadadoras artísticas.
| Atleta | Evento  | Rotina técnica | Rotina técnica | Rotina livre (Final) | Rotina livre (Final) | Rotina livre (Final) | Rotina livre (Final) |
| Atleta | Evento  | Pontos         | Posição        | Pontos               | Posição              | Pontos totais        | Posição              |
| ------ | ------- | -------------- | -------------- | -------------------- | -------------------- | -------------------- | -------------------- |
|        | Dueto   |                |                |                      |                      |                      |                      |
|        | Equipes |                |                |                      |                      |                      |                      |

## Patinação sobre rodas

### Skate
O Canadá qualificou uma equipe de quatro skatistas através do Ranking Olímpico Mundial.
Masculino
| Atleta | Evento | Classificação | Classificação | Final     | Final   |
| Atleta | Evento | Pontuação     | Posição       | Pontuação | Posição |
| ------ | ------ | ------------- | ------------- | --------- | ------- |
|        | Park   |               |               |           |         |
|        | Street |               |               |           |         |

Feminino
| Atleta | Evento | Classificação | Classificação | Final     | Final   |
| Atleta | Evento | Pontuação     | Posição       | Pontuação | Posição |
| ------ | ------ | ------------- | ------------- | --------- | ------- |
|        | Park   |               |               |           |         |
|        | Street |               |               |           |         |

## Pentatlo moderno
O Canadá classificou seis pentatletas (dois homens e duas mulheres).
| Atleta | Evento                | Esgrima (Espada um toque) | Esgrima (Espada um toque) | Esgrima (Espada um toque) | Esgrima (Espada um toque) | Natação (200 m nado livre) | Natação (200 m nado livre) | Natação (200 m nado livre) | Hipismo (Saltos) | Hipismo (Saltos) | Hipismo (Saltos) | Tiro / Corrida (pistola a laser 10 m / 3000 m cross-country) | Tiro / Corrida (pistola a laser 10 m / 3000 m cross-country) | Tiro / Corrida (pistola a laser 10 m / 3000 m cross-country) | Total  | Total   |
| Atleta | Evento                | V – D                     | Posição                   | Pontos                    | PB                        | Tempo                      | Posição                    | Pontos                     | Penalidades      | Posição          | Pontos           | Tempo                                                        | Posição                                                      | Pontos                                                       | Pontos | Posição |
| ------ | --------------------- | ------------------------- | ------------------------- | ------------------------- | ------------------------- | -------------------------- | -------------------------- | -------------------------- | ---------------- | ---------------- | ---------------- | ------------------------------------------------------------ | ------------------------------------------------------------ | ------------------------------------------------------------ | ------ | ------- |
|        | Masculino             |                           |                           |                           |                           |                            |                            |                            |                  |                  |                  |                                                              |                                                              |                                                              |        |         |
|        |                       |                           |                           |                           |                           |                            |                            |                            |                  |                  |                  |                                                              |                                                              |                                                              |        |         |
|        | Revezamento masculino |                           |                           |                           |                           |                            |                            |                            |                  |                  |                  |                                                              |                                                              |                                                              |        |         |
|        | Feminino              |                           |                           |                           |                           |                            |                            |                            |                  |                  |                  |                                                              |                                                              |                                                              |        |         |
|        |                       |                           |                           |                           |                           |                            |                            |                            |                  |                  |                  |                                                              |                                                              |                                                              |        |         |
|        | Revezamento feminino  |                           |                           |                           |                           |                            |                            |                            |                  |                  |                  |                                                              |                                                              |                                                              |        |         |
|        | Revezamento misto     |                           |                           |                           |                           |                            |                            |                            |                  |                  |                  |                                                              |                                                              |                                                              |        |         |

## Polo aquático

### Masculino
O Canadá classificou automaticamente uma equipe masculina (de 11 atletas).
Sumário
| Equipe           | Evento    | Fase de grupos       | Fase de grupos       | Fase de grupos       | Fase de grupos | Semifinal            | Final / MB / Po.     | Final / MB / Po. |
| Equipe           | Evento    | Adversário Resultado | Adversário Resultado | Adversário Resultado | Posição        | Adversário Resultado | Adversário Resultado | Posição          |
| ---------------- | --------- | -------------------- | -------------------- | -------------------- | -------------- | -------------------- | -------------------- | ---------------- |
| Canadá masculino | Masculino |                      |                      |                      |                |                      |                      |                  |

### Feminino
O Canadá classificou automaticamente uma equipe feminina (de 11 atletas).
Sumário
| Equipe          | Evento   | Fase de grupos       | Fase de grupos       | Fase de grupos       | Fase de grupos | Semifinal            | Final / MB / Po.     | Final / MB / Po. |
| Equipe          | Evento   | Adversário Resultado | Adversário Resultado | Adversário Resultado | Posição        | Adversário Resultado | Adversário Resultado | Posição          |
| --------------- | -------- | -------------------- | -------------------- | -------------------- | -------------- | -------------------- | -------------------- | ---------------- |
| Canadá feminino | Feminino |                      |                      |                      |                |                      |                      |                  |

## Raquetebol
O Canadá classificou uma equipe de quatro atletas (dois homens e duas mulheres).
| Atleta | Evento               | Fase de grupos       | Fase de grupos       | Fase de grupos       | Fase de grupos | Oitavas-de-final     | Quartas-de-final     | Semifinal            | Final                | Final   |
| Atleta | Evento               | Adversário Resultado | Adversário Resultado | Adversário Resultado | Posição        | Adversário Resultado | Adversário Resultado | Adversário Resultado | Adversário Resultado | Posição |
| ------ | -------------------- | -------------------- | -------------------- | -------------------- | -------------- | -------------------- | -------------------- | -------------------- | -------------------- | ------- |
|        | Individual masculino |                      |                      |                      |                |                      |                      |                      |                      |         |
|        |                      |                      |                      |                      |                |                      |                      |                      |                      |         |
|        | Individual feminino  |                      |                      |                      |                |                      |                      |                      |                      |         |
|        |                      |                      |                      |                      |                |                      |                      |                      |                      |         |
|        | Duplas masculinas    |                      |                      |                      |                |                      |                      |                      |                      |         |
|        | Duplas femininas     |                      |                      |                      |                |                      |                      |                      |                      |         |
|        | Duplas mistas        |                      |                      |                      |                |                      |                      |                      |                      |         |
|        | Equipes masculinas   | —                    | —                    | —                    | —              |                      |                      |                      |                      |         |
|        | Equipes femininas    | —                    | —                    | —                    | —              |                      |                      |                      |                      |         |

## Remo
O Canadá classificou 15 remadores (sete homens e oito mulheres).
Masculino
| Atleta | Evento                | Eliminatória | Eliminatória | Repescagem | Repescagem | Semifinal | Semifinal | Final A/B | Final A/B |
| Atleta | Evento                | Tempo        | Posição      | Tempo      | Posição    | Tempo     | Posição   | Tempo     | Posição   |
| ------ | --------------------- | ------------ | ------------ | ---------- | ---------- | --------- | --------- | --------- | --------- |
|        | Skiff simples         |              |              |            |            |           |           |           |           |
|        | Skiff duplo           |              |              |            |            | —         | —         |           |           |
|        | Dois sem              |              |              | —          | —          | —         | —         |           |           |
|        | Skiff duplo peso leve |              |              |            |            | —         | —         |           |           |

Feminino
| Atleta | Evento          | Eliminatória | Eliminatória | Repescagem | Repescagem | Semifinal | Semifinal | Final A/B | Final A/B |
| Atleta | Evento          | Tempo        | Posição      | Tempo      | Posição    | Tempo     | Posição   | Tempo     | Posição   |
| ------ | --------------- | ------------ | ------------ | ---------- | ---------- | --------- | --------- | --------- | --------- |
|        | Skiff simples   |              |              |            |            |           |           |           |           |
|        | Skiff duplo     |              |              |            |            | —         | —         |           |           |
|        | Skiff quádruplo |              |              | —          | —          | —         | —         |           |           |
|        | Dois sem        |              |              | —          | —          | —         | —         |           |           |
|        | Quatro sem      |              |              | —          | —          | —         | —         |           |           |

## Rugby sevens

### Masculino
A equipe masculina do Canadá está classificada automaticamente para os Jogos Pan-Americanos.
Sumário
| Equipe           | Evento    | Fase de grupos       | Fase de grupos       | Fase de grupos       | Fase de grupos | Semifinal            | Final / MB / Po.     | Final / MB / Po. |
| Equipe           | Evento    | Adversário Resultado | Adversário Resultado | Adversário Resultado | Posição        | Adversário Resultado | Adversário Resultado | Posição          |
| ---------------- | --------- | -------------------- | -------------------- | -------------------- | -------------- | -------------------- | -------------------- | ---------------- |
| Canadá masculino | Masculino |                      |                      |                      |                |                      |                      |                  |

### Feminino
A equipe feminina do Canadá está classificada automaticamente para os Jogos Pan-Americanos.
Sumário
| Equipe          | Evento   | Fase de grupos       | Fase de grupos       | Fase de grupos       | Fase de grupos | Semifinal            | Final / MB / Po.     | Final / MB / Po. |
| Equipe          | Evento   | Adversário Resultado | Adversário Resultado | Adversário Resultado | Posição        | Adversário Resultado | Adversário Resultado | Posição          |
| --------------- | -------- | -------------------- | -------------------- | -------------------- | -------------- | -------------------- | -------------------- | ---------------- |
| Canadá feminino | Feminino |                      |                      |                      |                |                      |                      |                  |

## Softbol
O Canadá classificou uma equipe feminina (de 18 atletas) em virtude de sua campanha no Campeonato Pan-Americano de 2022.
Sumário
| Equipe          | Evento   | Fase de grupos       | Fase de grupos       | Fase de grupos       | Fase de grupos | Semifinal            | Final / MB / Po.     | Final / MB / Po. |
| Equipe          | Evento   | Adversário Resultado | Adversário Resultado | Adversário Resultado | Posição        | Adversário Resultado | Adversário Resultado | Posição          |
| --------------- | -------- | -------------------- | -------------------- | -------------------- | -------------- | -------------------- | -------------------- | ---------------- |
| Canadá feminino | Feminino |                      |                      |                      |                |                      |                      |                  |

## Squash
O Canadá classificou uma equipe completa de seis atletas (três homens e três mulheres) através do Campeonato Pan-Americano de Squash de 2023.
| Atleta | Evento               | Fase de grupos       | Fase de grupos       | Fase de grupos | 16-avos-de-final     | Oitavas-de-final     | Quartas-de-final     | Semifinal / Cl.      | Final / MB / Po.     | Final / MB / Po. |
| Atleta | Evento               | Adversário Resultado | Adversário Resultado | Posição        | Adversário Resultado | Adversário Resultado | Adversário Resultado | Adversário Resultado | Adversário Resultado | Posição          |
| ------ | -------------------- | -------------------- | -------------------- | -------------- | -------------------- | -------------------- | -------------------- | -------------------- | -------------------- | ---------------- |
|        | Individual masculino | —                    | —                    | —              |                      |                      |                      |                      |                      |                  |
|        | Individual masculino | —                    | —                    | —              |                      |                      |                      |                      |                      |                  |
|        | Individual feminino  | —                    | —                    | —              |                      |                      |                      |                      |                      |                  |
|        | Individual feminino  | —                    | —                    | —              |                      |                      |                      |                      |                      |                  |
|        | Duplas masculinas    | —                    | —                    | —              | —                    |                      |                      |                      |                      |                  |
|        | Duplas femininas     | —                    | —                    | —              | —                    |                      |                      |                      |                      |                  |
|        | Duplas mistas        | —                    | —                    | —              | —                    |                      |                      |                      |                      |                  |
|        | Equipes masculinas   |                      |                      |                | —                    |                      |                      |                      |                      |                  |
|        | Equipes femininas    |                      |                      |                | —                    |                      |                      |                      |                      |                  |

## Surfe
O Canadá classificou oito surfistas (três homens e cinco mulheres).
Artístico
| Atleta | Evento               | Rodada 1             | Rodada 2             | Rodada 3             | Rodada 4             | Repescagem 1         | Repescagem 2         | Repescagem 3         | Repescagem 4         | Repescagem 5         | Final / MB           | Final / MB |
| Atleta | Evento               | Adversário Resultado | Adversário Resultado | Adversário Resultado | Adversário Resultado | Adversário Resultado | Adversário Resultado | Adversário Resultado | Adversário Resultado | Adversário Resultado | Adversário Resultado | Posição    |
| ------ | -------------------- | -------------------- | -------------------- | -------------------- | -------------------- | -------------------- | -------------------- | -------------------- | -------------------- | -------------------- | -------------------- | ---------- |
|        | Shortboard masculino |                      |                      |                      |                      |                      |                      |                      |                      |                      |                      |            |
|        | Shortboard feminino  |                      |                      |                      |                      |                      |                      |                      |                      |                      |                      |            |
|        |                      |                      |                      |                      |                      |                      |                      |                      |                      |                      |                      |            |
|        | Stand up masculino   |                      |                      |                      |                      |                      |                      |                      |                      |                      |                      |            |
|        | Stand up feminino    |                      |                      |                      |                      |                      |                      |                      |                      |                      |                      |            |
|        | Longboard feminino   |                      |                      |                      |                      |                      |                      |                      |                      |                      |                      |            |

Corrida
| Atleta | Evento                     | Tempo | Posição |
| ------ | -------------------------- | ----- | ------- |
|        | Stand up corrida masculino |       |         |
|        | Stand up corrida feminino  |       |         |

## Taekwondo
O Canadá classificou nove atletas (cinco homens e quatro mulheres) durante o Torneio Classificatório para os Jogos Pan-Americanos.
Kyorugi
Men
| Athlete | Event  | Round of 16       | Quarterfinals     | Semifinals        | Repechage         | Final/ BM         | Final/ BM |
| Athlete | Event  | Opposition Result | Opposition Result | Opposition Result | Opposition Result | Opposition Result | Rank      |
| ------- | ------ | ----------------- | ----------------- | ----------------- | ----------------- | ----------------- | --------- |
|         | –58 kg |                   |                   |                   |                   |                   |           |
|         | –68 kg |                   |                   |                   |                   |                   |           |
|         | –80 kg |                   |                   |                   |                   |                   |           |
|         | +80 kg |                   |                   |                   |                   |                   |           |

Feminino
| Atleta | Evento | Oitavas-de-final     | Quartas-de-final     | Semifinais           | Repescagem           | Final / MB           | Final / MB |
| Atleta | Evento | Adversário Resultado | Adversário Resultado | Adversário Resultado | Adversário Resultado | Adversário Resultado | Posição    |
| ------ | ------ | -------------------- | -------------------- | -------------------- | -------------------- | -------------------- | ---------- |
|        | –49 kg |                      |                      |                      |                      |                      |            |
|        | –57 kg |                      |                      |                      |                      |                      |            |
|        | +67 kg |                      |                      |                      |                      |                      |            |

Poomsae
| Atleta | Evento                | Resultado | Posição |
| ------ | --------------------- | --------- | ------- |
|        | Poomsae masculino     |           |         |
|        | Poomsae feminino      |           |         |
|        | Poomsae duplas mistas |           |         |

## Tênis de mesa
O Canadá qualificou uma equipe completa de seis atletas (três homens e três mulheres) através do Campeonato Norte-Americano de 2023.
Masculino
| Atleta | Evento     | Fase de grupos       | Fase de grupos       | Fase de grupos       | Fase de grupos | Primeira rodada      | Segunda rodada       | Quartas-de-final     | Semifinal            | Final / MB           | Final / MB |
| Atleta | Evento     | Adversário Resultado | Adversário Resultado | Adversário Resultado | Posição        | Adversário Resultado | Adversário Resultado | Adversário Resultado | Adversário Resultado | Adversário Resultado | Posição    |
| ------ | ---------- | -------------------- | -------------------- | -------------------- | -------------- | -------------------- | -------------------- | -------------------- | -------------------- | -------------------- | ---------- |
|        | Individual | —                    | —                    | —                    | —              |                      |                      |                      |                      |                      |            |
|        | Individual | —                    |                      |                      |                |                      |                      |                      |                      |                      |            |
|        | Dupla      | —                    | —                    | —                    | —              | —                    | —                    |                      |                      |                      |            |
|        | Equipe     | —                    |                      |                      |                | —                    | —                    |                      |                      |                      |            |

Feminino
| Atleta | Evento     | Fase de grupos       | Fase de grupos       | Fase de grupos       | Fase de grupos | Primeira rodada      | Segunda rodada       | Quartas-de-final     | Semifinal            | Final / MB           | Final / MB |
| Atleta | Evento     | Adversário Resultado | Adversário Resultado | Adversário Resultado | Posição        | Adversário Resultado | Adversário Resultado | Adversário Resultado | Adversário Resultado | Adversário Resultado | Posição    |
| ------ | ---------- | -------------------- | -------------------- | -------------------- | -------------- | -------------------- | -------------------- | -------------------- | -------------------- | -------------------- | ---------- |
|        | Individual | —                    | —                    | —                    | —              |                      |                      |                      |                      |                      |            |
|        | Individual | —                    |                      |                      |                |                      |                      |                      |                      |                      |            |
|        | Dupla      | —                    | —                    | —                    | —              | —                    | —                    |                      |                      |                      |            |
|        | Equipe     | —                    |                      |                      |                | —                    | —                    |                      |                      |                      |            |

Misto
| Atleta | Evento | Primeira rodada      | Quartas-de-final     | Semifinal            | Final / MB           | Final / MB |
| Atleta | Evento | Adversário Resultado | Adversário Resultado | Adversário Resultado | Adversário Resultado | Posição    |
| ------ | ------ | -------------------- | -------------------- | -------------------- | -------------------- | ---------- |
|        | Dupla  |                      |                      |                      |                      |            |

## Tiro com arco
O Canadá qualificou oito arqueiros durante o Campeonato Pan-Americano de 2022.
Masculino
| Atleta | Evento              | Fase de ranqueamento | Fase de ranqueamento | 16-avos-de-final     | Oitavas-de-final     | Quartas-de-final     | Semifinais           | Final / MB           | Rank |
| Atleta | Evento              | Pontuação            | Chaveamento          | Adversário Pontuação | Adversário Pontuação | Adversário Pontuação | Adversário Pontuação | Adversário Pontuação | Rank |
| ------ | ------------------- | -------------------- | -------------------- | -------------------- | -------------------- | -------------------- | -------------------- | -------------------- | ---- |
|        | Recurvo individual  |                      |                      |                      |                      |                      |                      |                      |      |
|        |                     |                      |                      |                      |                      |                      |                      |                      |      |
|        |                     |                      |                      |                      |                      |                      |                      |                      |      |
|        | Composto individual |                      |                      |                      |                      |                      |                      |                      |      |
|        |                     |                      |                      |                      |                      |                      |                      |                      |      |
|        | Recurvo equipes     |                      |                      | —                    | —                    |                      |                      |                      |      |
|        | Composto equipes    |                      |                      | —                    | —                    |                      |                      |                      |      |

Feminino
| Atleta | Evento             | Fase de ranqueamento | Fase de ranqueamento | 16-avos-de-final     | Oitavas-de-final     | Quartas-de-final     | Semifinais           | Final / MB           | Rank |
| Atleta | Evento             | Pontuação            | Chaveamento          | Adversário Pontuação | Adversário Pontuação | Adversário Pontuação | Adversário Pontuação | Adversário Pontuação | Rank |
| ------ | ------------------ | -------------------- | -------------------- | -------------------- | -------------------- | -------------------- | -------------------- | -------------------- | ---- |
|        | Recurvo individual |                      |                      |                      |                      |                      |                      |                      |      |
|        |                    |                      |                      |                      |                      |                      |                      |                      |      |
|        |                    |                      |                      |                      |                      |                      |                      |                      |      |
|        | Recurvo equipes    |                      |                      | —                    | —                    |                      |                      |                      |      |

Misto
| Atleta | Evento          | Fase de ranqueamento | Fase de ranqueamento | 16-avos-de-final     | Oitavas-de-final     | Quartas-de-final     | Semifinais           | Final / MB           | Rank |
| Atleta | Evento          | Pontuação            | Chaveamento          | Adversário Pontuação | Adversário Pontuação | Adversário Pontuação | Adversário Pontuação | Adversário Pontuação | Rank |
| ------ | --------------- | -------------------- | -------------------- | -------------------- | -------------------- | -------------------- | -------------------- | -------------------- | ---- |
|        | Recurvo equipes |                      |                      | —                    | —                    |                      |                      |                      |      |

## Tiro esportivo
O Canadá classificou um total de 17 atiradores esportivos no Campeonato das Américas de Tiro de 2022.
Masculino
Pistola e carabina
| Atleta | Evento                      | Classificação | Classificação | Final  | Final   |
| Atleta | Evento                      | Pontos        | Posição       | Pontos | Posição |
| ------ | --------------------------- | ------------- | ------------- | ------ | ------- |
|        | Pistola de ar 10 m          |               |               |        |         |
|        | Carabina de ar 10 m         |               |               |        |         |
|        | Carabina três posições 50 m |               |               |        |         |
|        |                             |               |               |        |         |

Masculino
Espingarda
| Atleta | Evento         | Classificação | Classificação | Semifinal | Semifinal | Final / MB           | Final / MB |
| Atleta | Evento         | Pontos        | Posição       | Pontos    | Posição   | Adversário Resultado | Posição    |
| ------ | -------------- | ------------- | ------------- | --------- | --------- | -------------------- | ---------- |
|        | Fossa olímpica |               |               |           |           |                      |            |
|        |                |               |               |           |           |                      |            |
|        | Skeet          |               |               |           |           |                      |            |
|        |                |               |               |           |           |                      |            |

Feminino
Pistola e carabina
| Atleta | Evento                      | Classificação | Classificação | Final  | Final   |
| Atleta | Evento                      | Pontos        | Posição       | Pontos | Posição |
| ------ | --------------------------- | ------------- | ------------- | ------ | ------- |
|        | Pistola de ar 10 m          |               |               |        |         |
|        |                             |               |               |        |         |
|        | Pistola 25 m                |               |               |        |         |
|        |                             |               |               |        |         |
|        | Carabina três posições 50 m |               |               |        |         |

Feminino
Espingarda
| Atleta | Evento         | Classificação | Classificação | Semifinal | Semifinal | Final / MB           | Final / MB |
| Atleta | Evento         | Pontos        | Posição       | Pontos    | Posição   | Adversário Resultado | Posição    |
| ------ | -------------- | ------------- | ------------- | --------- | --------- | -------------------- | ---------- |
|        | Fossa olímpica |               |               |           |           |                      |            |
|        |                |               |               |           |           |                      |            |
|        | Skeet          |               |               |           |           |                      |            |
|        |                |               |               |           |           |                      |            |

## Vela
O Canadá classificou 9 barcos para um total de 12 velejadores.
Masculino
| Atleta | Evento  | Regata | Regata | Regata | Regata | Regata | Regata | Regata | Regata | Regata | Regata | Regata | Regata | Regata | Total  | Total   |
| Atleta | Evento  | 1      | 2      | 3      | 4      | 5      | 6      | 7      | 8      | 9      | 10     | 11     | 12     | M      | Pontos | Posição |
| ------ | ------- | ------ | ------ | ------ | ------ | ------ | ------ | ------ | ------ | ------ | ------ | ------ | ------ | ------ | ------ | ------- |
|        | Laser   |        |        |        |        |        |        |        |        |        |        |        |        |        |        |         |
|        | Sunfish |        |        |        |        |        |        |        |        |        |        |        |        |        |        |         |
|        | 49er    |        |        |        |        |        |        |        |        |        |        |        |        |        |        |         |
|        | Kites   |        |        |        |        |        |        |        |        |        |        | —      | —      |        |        |         |

Feminino
| Atleta | Evento       | Regata | Regata | Regata | Regata | Regata | Regata | Regata | Regata | Regata | Regata | Regata | Regata | Regata | Total  | Total   |
| Atleta | Evento       | 1      | 2      | 3      | 4      | 5      | 6      | 7      | 8      | 9      | 10     | 11     | 12     | M      | Pontos | Posição |
| ------ | ------------ | ------ | ------ | ------ | ------ | ------ | ------ | ------ | ------ | ------ | ------ | ------ | ------ | ------ | ------ | ------- |
|        | IQFoil       |        |        |        |        |        |        |        |        |        |        |        |        |        |        |         |
|        | Laser radial |        |        |        |        |        |        |        |        |        |        |        |        |        |        |         |
|        | 49erFX       |        |        |        |        |        |        |        |        |        |        |        |        |        |        |         |
|        | Kites        |        |        |        |        |        |        |        |        |        |        | —      | —      |        |        |         |

Misto
| Atleta | Evento   | Regata | Regata | Regata | Regata | Regata | Regata | Regata | Regata | Regata | Regata | Regata | Regata | Regata | Total  | Total   |
| Atleta | Evento   | 1      | 2      | 3      | 4      | 5      | 6      | 7      | 8      | 9      | 10     | 11     | 12     | M      | Pontos | Posição |
| ------ | -------- | ------ | ------ | ------ | ------ | ------ | ------ | ------ | ------ | ------ | ------ | ------ | ------ | ------ | ------ | ------- |
|        | Nacra 17 |        |        |        |        |        |        |        |        |        |        |        |        |        |        |         |